# Carola Szilvássy

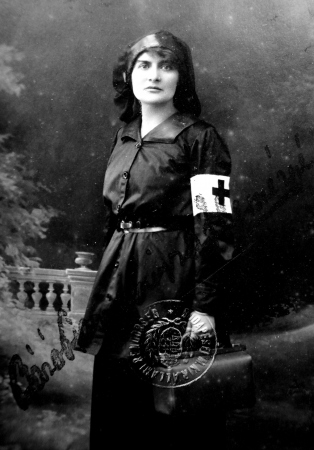
Carola Szilvássy als verpleegster in de Eerste Wereldoorlog

Carola Szilvássy de Kecsetfalva et Cseszelic(z)e (Kolozsvár, 1876 – aldaar, 26 mei 1948) was een Zevenburgse aristocrate, mecenas en muze van schrijver Miklós Bánffy. Na haar huwelijk droeg ze de familienaam van haar man en heette ze Carola Bornemisza. Haar voornaam wordt soms ook als Karola geschreven.

## Biografie
Carola was de dochter van grootgrondbezitter Béla Szilvássy uit het comitaat Torda en Antónia Wass de Czege (1856-1936). Ze stond bekend als een hoogopgeleide, opvallende en eigentijdse vrouw. Tijdens de Eerste Wereldoorlog zette ze zich in als verpleegster en in het interbellum was ze actief in literaire kringen.
Ze had een innige band met graaf Miklós Bánffy, maar hun relatie leidde niet tot een huwelijk, omdat Bánffy’s vader György Bánffy hier niet mee instemde. Ze trouwde in 1896 evenwel met baron Elemér Bornemisza (1868-1938), met wie ze echter geen gelukkig huwelijk had en na de vroege dood van hun dochtertje Dudi een gescheiden leven ging leiden. In Bánffy's Zevenburgentrilogie stond ze model voor de adembenemende Adrienne Milóth. Ze stierf in 1948 in Cluj-Napoca en werd begraven op begraafplaats Hajongard.